# Frogs Legnano 1995
Questa voce raccoglie le informazioni riguardanti i Frogs Legnano nelle competizioni ufficiali della stagione 1995.

## Roster
| Roster dei Frogs Legnano (1995) |
| --- |
| Quarterback - 9 Matteo Salmini - 10 Ronald Adams Running Back - 21 Benito Melis - 26 Don Maloney - 34 Gianluca Orrigoni - 43 Stefano Leigheb - 49 Ulrich Lucarelli Wide Receiver - 2 Stefano Montani - 11 Aldo Mario Fei WR/QB - 15 Fabio Norcini - 19 John Patrick Oldoni - 80 Giampiero Senati - 85 Davide Acquati - 86 Maurizio Barbotti - 87 Alessandro Gallivanone - 88 Andrea Crugnola - 89 Roberto Castioni Tight End - 70 Tommaso Magagnini TE/OL - 84 Fabio Mazzeo - 87 Andrea Mariani TE/QB Offensive Linemen - 50 Marco Martella OT - 55 Domenico Bellarosa C - 62 Giovanni Ganci C - 62 Davide Cozzi OG - 63 Mauro Colombo OG - 64 Raffaele Gerardi OG/C - 65 Sergio Vissa DE - 66 Mauro Goldin OT - 71 Roberto Gestori C - 72 Bruno Gobbo OG - 74 Alessandro Bondioli OT - 77 Giovanni Fumarola OT Defensive Linemen - 33 Fabio Franzini DE/RB - 41 Carlo Mariani DE - 57 Claudio Ortica DE/LB - 60 Vito Piantanida DT - 75 Fulvio Rusconi DE/P - 76 Flavio Moiraghi DT - 78 Giuseppe Campanini DE - 91 Marco Mereu DT - 95 Simone Mereu DE/NT - 97 Matter F. - 99 Giacomo Cranchi NG Linebacker - 36 Cristian Aiello - 39 Gabriele Aiello - 41 Ruben Mezzanini - 42 Attilio Castiglioni - 53 Paolo Spallanzani - 54 Giorgio Nardi - 56 Giuseppe Invernizzi - 58 Dario Castellanza Defensive Back - 8 Ugo Munari - 22 Carlo Longo CB/SS - 23 Paolo Verrini CB/K - 25 Walter Talone FS - 27 Francesco Caputo CB/SS - 29 Maurizio Vismara FS - 32 Roberto Crespi CB - 35 Mario Carimati SS/LB - 36 Clerici Alessandro Ugo FS - 40 Enrico Comotti FS - 44 Gianni Moroldo SS - 48 Gianluca Giupponi CB Special Team - 7 Giorgio Pons K Coaching staff - Paolo Giacomelli |

## Golden League FIAF 1995

### Stagione regolare
| San Lazzaro di Savena 11 febbraio 1995 1ª giornata | La Cortese Prasmatic Phoenix Bologna | 13 – 29 referto | Frogs Legnano | Stadio J.F. Kennedy |

| Cernusco sul Naviglio 18 febbraio 1995 2ª giornata | National Suisse Assicurazioni Blackhawks Cernusco | 6 – 53 referto | Frogs Legnano | Campo Comunale, via Michelangelo Buonarroti |
| \| \| \| \| \| Castagna Q2 (TD) 14yd pass \| Marcatori \| Barbotti Q1 (TD) 6yd pass da Adams Verrini Q1 (pat) Barbotti Q2 (TD) 37yd pass da Adams Verrini Q2 (pat) Crugnola Q2 (TD) 48yd pass da Adams Orrigoni Q3 (TD) 61yd run Verrini Q3 (pat) Orrigoni Q3 (TD) 6yd pass da Adams Verrini Q3 (pat) Barbotti Q3 (TD) 38yd pass da Adams Verrini Q3 (pat) Acquati Q4 (TD) 2yd pass da Salmini Orrigoni Q4 (TD) 69yd run \| |                                                   | |               |                                             |
| |                                                   | |               |                                             |
| Castagna Q2 (TD) 14yd pass | Marcatori                                         | Barbotti Q1 (TD) 6yd pass da Adams Verrini Q1 (pat) Barbotti Q2 (TD) 37yd pass da Adams Verrini Q2 (pat) Crugnola Q2 (TD) 48yd pass da Adams Orrigoni Q3 (TD) 61yd run Verrini Q3 (pat) Orrigoni Q3 (TD) 6yd pass da Adams Verrini Q3 (pat) Barbotti Q3 (TD) 38yd pass da Adams Verrini Q3 (pat) Acquati Q4 (TD) 2yd pass da Salmini Orrigoni Q4 (TD) 69yd run |               |                                             |

| Magnago 25 febbraio 1995 3ª giornata | Frogs Legnano | 48 – 20 referto                                               | Coates Knights Alessandria | Campo Maria Ratti Micalizzi |
| \| \| \| \| \| Barbotti (TD) pass Barbotti (TD) pass Barbotti (TD) pass Barbotti (TD) pass \| Marcatori \| De Cristofaro (TD) pass Tarantini (TD) run Tarantini (TD) run \| |               |                                                               |                            |                             |
| |               |                                                               |                            |                             |
| Barbotti (TD) pass Barbotti (TD) pass Barbotti (TD) pass Barbotti (TD) pass                                                                                                 | Marcatori     | De Cristofaro (TD) pass Tarantini (TD) run Tarantini (TD) run |                            |                             |

| Legnano 4 marzo 1995 4ª giornata | Frogs Legnano | 41 – 0 referto | Giants Bolzano | Stadio Giovanni Mari, via C. Pisacane |
| \| \| \| \| \| Barbotti Q1 (TD) 79yd pass da Adams Orrigoni Q1 (TD) 2yd run Verrini Q1 (pat) Carimati Q2 (TD) 74yd fumble return Moroldo Q2 (TD) 1yd pass da Adams Melis Q2 (tpc) rush Crugnola Q2 (TD) 9yd pass da Adams Crugnola Q2 (tpc) pass Lucarelli Q4 (TD) 1yd run \| Marcatori \| \| |               |                |                |                                       |
| |               |                |                |                                       |
| Barbotti Q1 (TD) 79yd pass da Adams Orrigoni Q1 (TD) 2yd run Verrini Q1 (pat) Carimati Q2 (TD) 74yd fumble return Moroldo Q2 (TD) 1yd pass da Adams Melis Q2 (tpc) rush Crugnola Q2 (TD) 9yd pass da Adams Crugnola Q2 (tpc) pass Lucarelli Q4 (TD) 1yd run                                   | Marcatori     |                |                |                                       |

| Legnano 11 marzo 1995 5ª giornata | Frogs Legnano | 26 – 24 referto | Gladiatori Roma | Stadio Giovanni Mari, via C. Pisacane |
| \| \| \| \| \| Orrigoni Q1 (TD) 78yd kickoff return Verrini Q1 (pat) Barbotti Q1 (TD) 28yd pass da Adams Barbotti Q2 (TD) 29yd pass da Adams Moroldo Q2 (TD) 20yd pass da Adams Verrini Q2 (pat) \| Marcatori \| Fristachi Q1 (FG) 35yd field goal Cestari Q3 (TD) 16yd pass da Fierli Fristachi Q3 (pat) Davis Q3 (TD) 2yd run Fierli Q3 (tpc) rush Davis Q4 (TD) 6yd run \| |               | |                 |                                       |
| |               | |                 |                                       |
| Orrigoni Q1 (TD) 78yd kickoff return Verrini Q1 (pat) Barbotti Q1 (TD) 28yd pass da Adams Barbotti Q2 (TD) 29yd pass da Adams Moroldo Q2 (TD) 20yd pass da Adams Verrini Q2 (pat) | Marcatori     | Fristachi Q1 (FG) 35yd field goal Cestari Q3 (TD) 16yd pass da Fierli Fristachi Q3 (pat) Davis Q3 (TD) 2yd run Fierli Q3 (tpc) rush Davis Q4 (TD) 6yd run |                 |                                       |

| Milano 26 marzo 1995 6ª giornata | Sive Nairon Rhinos Milano | 8 – 21 referto                                 | Frogs Legnano | Stadio Pirelli Pro Patria |
| \| \| \| \| \| Lucarelli Q1 (TD) 2yd run Verrini Q1 (pat) Lucarelli Q2 (TD) 5yd run team Q3 (saf) Melis Q3 (TD) 5yd pass \| Marcatori \| Natali Q4 (TD) 5yd pass Sarrigna Q4 (tpc) rush \| |                           |                                                |               |                           |
| |                           |                                                |               |                           |
| Lucarelli Q1 (TD) 2yd run Verrini Q1 (pat) Lucarelli Q2 (TD) 5yd run team Q3 (saf) Melis Q3 (TD) 5yd pass                                                                                  | Marcatori                 | Natali Q4 (TD) 5yd pass Sarrigna Q4 (tpc) rush |               |                           |

| Magnago 1º aprile 1995 7ª giornata | Frogs Legnano | 32 – 16 referto                                                                                        | Assiria Giaguari Torino | Campo Maria Ratti Micalizzi |
| \| \| \| \| \| Melis Q1 (TD) 6yd pass da Adams Barbotti Q1 (TD) 18yd pass da Adams Orrigoni Q2 (TD) 15yd pass da Adams Verrini Q2 (pat) Barbotti Q1 (TD) 44yd pass da Adams Verrini Q2 (pat) Fei Q4 (TD) 4yd pass da Salmini \| Marcatori \| Dho Q4 (TD) 6yd run Lazzaretto Q4 (tpc) rush Lazzaretto Q4 (TD) 17yd pass da Gerbino Dho Q4 (tpc) rush \| |               | |                         |                             |
| |               | |                         |                             |
| Melis Q1 (TD) 6yd pass da Adams Barbotti Q1 (TD) 18yd pass da Adams Orrigoni Q2 (TD) 15yd pass da Adams Verrini Q2 (pat) Barbotti Q1 (TD) 44yd pass da Adams Verrini Q2 (pat) Fei Q4 (TD) 4yd pass da Salmini | Marcatori     | Dho Q4 (TD) 6yd run Lazzaretto Q4 (tpc) rush Lazzaretto Q4 (TD) 17yd pass da Gerbino Dho Q4 (tpc) rush |                         |                             |

| Magnago 8 aprile 1995 8ª giornata | Frogs Legnano | 26 – 4 referto              | National Suisse Assicurazioni Blackhawks Cernusco | Campo Maria Ratti Micalizzi |
| \| \| \| \| \| Orrigoni Q1 (TD) 70yd run Adams Q1 (TD) 11yd run Mazzeo Q2 (TD) 6yd pass Barbotti Q3 (TD) 41yd pass Melis Q3 (tpc) rush \| Marcatori \| team Q2 (saf) team Q4 (saf) \| |               |                             |                                                   |                             |
| |               |                             |                                                   |                             |
| Orrigoni Q1 (TD) 70yd run Adams Q1 (TD) 11yd run Mazzeo Q2 (TD) 6yd pass Barbotti Q3 (TD) 41yd pass Melis Q3 (tpc) rush                                                               | Marcatori     | team Q2 (saf) team Q4 (saf) |                                                   |                             |

| Valenza (Italia) 22 aprile 1995 9ª giornata | Coates Knights Alessandria | 16 – 41 referto | Frogs Legnano | Campo Comunale |
| \| \| \| \| \| Tarantini Q1 (TD) 4yd run Sarrigna Q1 (tpc) rush Riley Q2 (TD) 2yd run Tarantini Q2 (tpc) rush \| Marcatori \| Barbotti Q1 (TD) 26yd pass da Adams Q1 (TD) 9yd run Verrini Q1 (pat) Barbotti Q2 (TD) 87yd pass da Adams Q3 (TD) 15yd run Barbotti Q3 (tpc) pass Barbotti Q3 (TD) 21yd pass da Adams Orrigoni Q3 (tpc) Barbotti Q3 (TD) 5yd pass da Adams \| |                            | |               |                |
| |                            | |               |                |
| Tarantini Q1 (TD) 4yd run Sarrigna Q1 (tpc) rush Riley Q2 (TD) 2yd run Tarantini Q2 (tpc) rush | Marcatori                  | Barbotti Q1 (TD) 26yd pass da Adams Q1 (TD) 9yd run Verrini Q1 (pat) Barbotti Q2 (TD) 87yd pass da Adams Q3 (TD) 15yd run Barbotti Q3 (tpc) pass Barbotti Q3 (TD) 21yd pass da Adams Orrigoni Q3 (tpc) Barbotti Q3 (TD) 5yd pass da Adams |               |                |

| Bolzano 6 maggio 1995 10ª giornata | Giants Bolzano | 0 – 51 referto | Frogs Legnano | Campo Resia |
| \| \| \| \| \| \| Marcatori \| Lucarelli Q1 (TD) 2yd run Barbotti Q2 (TD) 59yd pass da Adams Barbotti Q2 (TD) 11yd pass da Adams Barbotti Q2 (TD) 45yd pass da Adams Orrigoni Q2 (TD) 6yd pass da Adams Fei Q3 (TD) 11yd pass da Adams Melis Q2 (tpc) rush Leigheb Q3 (TD) 33yd run Lucarelli Q4 (TD) 37yd pass da Adams Q4 (tpc) rush \| |                | |               |             |
| |                | |               |             |
| | Marcatori      | Lucarelli Q1 (TD) 2yd run Barbotti Q2 (TD) 59yd pass da Adams Barbotti Q2 (TD) 11yd pass da Adams Barbotti Q2 (TD) 45yd pass da Adams Orrigoni Q2 (TD) 6yd pass da Adams Fei Q3 (TD) 11yd pass da Adams Melis Q2 (tpc) rush Leigheb Q3 (TD) 33yd run Lucarelli Q4 (TD) 37yd pass da Adams Q4 (tpc) rush |               |             |

| Legnano 13 maggio 1995 11ª giornata | Frogs Legnano | 33 – 12 referto                                                | Sive Nairon Rhinos Milano | Stadio Giovanni Mari |
| \| \| \| \| \| Melis Q1 (TD) 7yd run Verrini Q1 (pat) Barbotti Q1 (TD) 54yd pass da Adams Verrini Q1 (pat) Orrigoni Q2 (TD) 18yd run Verrini Q2 (pat) Orrigoni Q3 (TD) 51yd run Lucarelli Q3 (TD) 5yd run \| Marcatori \| Corno Q1 (TD) 20yd pass Gatlin Natali Q3 (TD) 13yd pass Gatlin \| |               |                                                                |                           |                      |
| |               |                                                                |                           |                      |
| Melis Q1 (TD) 7yd run Verrini Q1 (pat) Barbotti Q1 (TD) 54yd pass da Adams Verrini Q1 (pat) Orrigoni Q2 (TD) 18yd run Verrini Q2 (pat) Orrigoni Q3 (TD) 51yd run Lucarelli Q3 (TD) 5yd run                                                                                                  | Marcatori     | Corno Q1 (TD) 20yd pass Gatlin Natali Q3 (TD) 13yd pass Gatlin |                           |                      |

| Torino 13 maggio 1995 12ª giornata | Assiria Giaguari Torino | 20 – 28 referto | Frogs Legnano | Stadio Primo Nebiolo |
| \| \| \| \| \| Barbotti (TD) pass Barbotti (TD) pass Barbotti (TD) pass Verrini (TD) interception return \| Marcatori \| ? (TD) ? (TD) \| |                         |                 |               |                      |
| |                         |                 |               |                      |
| Barbotti (TD) pass Barbotti (TD) pass Barbotti (TD) pass Verrini (TD) interception return                                                 | Marcatori               | ? (TD) ? (TD)   |               |                      |

### Playoff
| Magnago 4 giugno 1995 Quarti di Finale | Frogs Legnano | 40 – 6 referto                        | Lumberjacks Fiuggi | Campo Maria Ratti Micalizzi |
| \| \| \| \| \| Crugnola Q1 (TD) 26yd pass da Adams Verrini Q1 (pat) Lucarelli Q1 (TD) 10yd run Verrini Q1 (pat) Lucarelli Q2 (TD) 14yd pass da Adams Verrini Q2 (pat) Melis Q2 (TD) 1yd run Melis Q3 (TD) 33yd run Verrini Q3 (pat) Acquati Q4 (TD) 35yd pass da Adams \| Marcatori \| Ambrosetti Q4 (TD) 8yd pass da Agnoli \| |               |                                       |                    |                             |
| |               |                                       |                    |                             |
| Crugnola Q1 (TD) 26yd pass da Adams Verrini Q1 (pat) Lucarelli Q1 (TD) 10yd run Verrini Q1 (pat) Lucarelli Q2 (TD) 14yd pass da Adams Verrini Q2 (pat) Melis Q2 (TD) 1yd run Melis Q3 (TD) 33yd run Verrini Q3 (pat) Acquati Q4 (TD) 35yd pass da Adams                                                                         | Marcatori     | Ambrosetti Q4 (TD) 8yd pass da Agnoli |                    |                             |

| Genova 10 giugno 1995 Semifinale | Frogs Legnano | 28 – 27 referto | Multicargo Dolphins Marche | Stadio Luigi Ferraris, via G. De Prà |
| \| \| \| \| \| Barbotti Q1 (TD) 12yd pass da Adams Verrini Q1 (pat) Acquati Q1 (TD) 72yd pass da Adams Verrini Q1 (pat) Orrigoni Q3 (TD) 13yd run Verrini Q3 (pat) Orrigoni Q4 (TD) 2yd run Verrini Q4 (pat) \| Marcatori \| Santos Q2 (TD) 12yd run Santos Q2 (pat) Capodaglio Q2 (TD) 22yd pass da Santos Santos Q2 (pat) Moretti Q3 (TD) 28yd pass da Santos Santos Q3 (pat) Ambrosi Q4 (TD) 17yd pass da Santos \| |               | |                            |                                      |
| |               | |                            |                                      |
| Barbotti Q1 (TD) 12yd pass da Adams Verrini Q1 (pat) Acquati Q1 (TD) 72yd pass da Adams Verrini Q1 (pat) Orrigoni Q3 (TD) 13yd run Verrini Q3 (pat) Orrigoni Q4 (TD) 2yd run Verrini Q4 (pat) | Marcatori     | Santos Q2 (TD) 12yd run Santos Q2 (pat) Capodaglio Q2 (TD) 22yd pass da Santos Santos Q2 (pat) Moretti Q3 (TD) 28yd pass da Santos Santos Q3 (pat) Ambrosi Q4 (TD) 17yd pass da Santos |                            |                                      |

| Cesenatico 24 giugno 1995 XV Superbowl italiano | Frogs Legnano | 32 – 26 referto | Gladiatori Roma | Stadio Alfiero Moretti (3.000 spett.) |
| \| \| \| \| \| Verrini Q1 (FG) 31yd field goal Acquati Q2 (TD) 2yd pass da Adams Verrini Q2 (pat) Orrigoni Q3 (TD) 88yd run Verrini Q3 (FG) 35yd field goal Barbotti Q3 (TD) 69yd punt return Verrini Q3 (FG) 35yd field goal Orrigoni Q4 (TD) 22yd run \| Marcatori \| Fristachi Q1 (FG) 19yd field goal Guidi Q2 (TD) 15yd pass da Fierli Fristachi Q2 (pat) Fristachi Q2 (FG) 26yd field goal Guidi Q3 (TD) 45yd pass da Fierli Freddini Q4 (TD) 15yd pass da Fierli Fristachi Q4 (pat) \| |               | |                 |                                       |
| |               | |                 |                                       |
| Verrini Q1 (FG) 31yd field goal Acquati Q2 (TD) 2yd pass da Adams Verrini Q2 (pat) Orrigoni Q3 (TD) 88yd run Verrini Q3 (FG) 35yd field goal Barbotti Q3 (TD) 69yd punt return Verrini Q3 (FG) 35yd field goal Orrigoni Q4 (TD) 22yd run | Marcatori     | Fristachi Q1 (FG) 19yd field goal Guidi Q2 (TD) 15yd pass da Fierli Fristachi Q2 (pat) Fristachi Q2 (FG) 26yd field goal Guidi Q3 (TD) 45yd pass da Fierli Freddini Q4 (TD) 15yd pass da Fierli Fristachi Q4 (pat) |                 |                                       |

### European Football League
| Parigi 30 aprile 1995 Quarti di Finale | Mousquetaires du Plessis-Robinson | 32 – 33 referto | Frogs Legnano | Stadio Jean-Bouin |
| \| \| \| \| \| ? Q1 (TD) ? Q1 (pat) ? Q2 (TD) ? Q2 (pat) ? Q3 (TD) ? Q3 (TD) ? Q4 (TD) \| Marcatori \| Moroldo Q1 (TD) Adams Q1 (TD) 5yd run Maloney Q1 (TD) 18yd pass da Adams Pons Q1 (pat) Barbotti Q3 (TD) 17yd pass da Adams Melis Q3 (tpc) rush Barbotti Q4 (TD) 3yd pass da Adams \| |                                   | |               |                   |
| |                                   | |               |                   |
| ? Q1 (TD) ? Q1 (pat) ? Q2 (TD) ? Q2 (pat) ? Q3 (TD) ? Q3 (TD) ? Q4 (TD) | Marcatori                         | Moroldo Q1 (TD) Adams Q1 (TD) 5yd run Maloney Q1 (TD) 18yd pass da Adams Pons Q1 (pat) Barbotti Q3 (TD) 17yd pass da Adams Melis Q3 (tpc) rush Barbotti Q4 (TD) 3yd pass da Adams |               |                   |

| Düsseldorf 28 maggio 1995 Semifinale | Düsseldorf Panther | 35 – 31 referto | Frogs Legnano | Benrath Stadion, Karl-Hohmann-Straße |
| \| \| \| \| \| Mavaro Q1 (TD) 3yd run Endemann Q1 (pat) Crayton Q2 (TD) 30yd pass da Parpan Crayton Q3 (TD) 90yd kickoff return Crayton Q3 (tpc) rush Crayton Q4 (TD) 91yd kickoff return Endemann Q4 (pat) Crayton Q4 (TD) 6yd pass da Parpan Endemann Q4 (pat) \| Marcatori \| Maloney Q1 (TD) 1yd run Pons Q1 (pat) Maloney Q2 (TD) 1yd run Pons Q2 (pat) Barbotti Q3 (TD) 75yd pass da Adams Pons Q3 (pat) Pons Q4 (FG) 26yd field goal Maloney Q4 (TD) 8yd run Pons Q4 (pat) \| |                    | |               |                                      |
| |                    | |               |                                      |
| Mavaro Q1 (TD) 3yd run Endemann Q1 (pat) Crayton Q2 (TD) 30yd pass da Parpan Crayton Q3 (TD) 90yd kickoff return Crayton Q3 (tpc) rush Crayton Q4 (TD) 91yd kickoff return Endemann Q4 (pat) Crayton Q4 (TD) 6yd pass da Parpan Endemann Q4 (pat) | Marcatori          | Maloney Q1 (TD) 1yd run Pons Q1 (pat) Maloney Q2 (TD) 1yd run Pons Q2 (pat) Barbotti Q3 (TD) 75yd pass da Adams Pons Q3 (pat) Pons Q4 (FG) 26yd field goal Maloney Q4 (TD) 8yd run Pons Q4 (pat) |               |                                      |

## Statistiche di squadra
| Competizione | %Vittorie | In casa | In casa | In casa | In casa | In casa | In casa | In trasferta | In trasferta | In trasferta | In trasferta | In trasferta | In trasferta | Totale | Totale | Totale | Totale | Totale | Totale |
| Competizione | %Vittorie | G       | V       | N       | P       | Pf      | Ps      | G            | V            | N            | P            | Pf           | Ps           | G      | V      | N      | P      | Pf     | Ps     |
| ------------ | --------- | ------- | ------- | ------- | ------- | ------- | ------- | ------------ | ------------ | ------------ | ------------ | ------------ | ------------ | ------ | ------ | ------ | ------ | ------ | ------ |
| Campionato   | 1.000     | 6       | 6       | 0       | 0       | 206     | 76      | 6            | 6            | 0            | 0            | 223          | 63           | 12     | 12     | 0      | 0      | 429    | 139    |
| Playoff      | 1.000     | 1       | 1       | 0       | 0       | 40      | 6       | 2            | 2            | 0            | 0            | 59           | 54           | 3      | 3      | 0      | 0      | 99     | 60     |
| Eurobowl     | 0.500     | -       | -       | -       | -       | -       | -       | 2            | 1            | 0            | 1            | 64           | 67           | 2      | 1      | 0      | 1      | 64     | 67     |
| Totale       | 0.941     | 7       | 7       | 0       | 0       | 246     | 82      | 10           | 9            | 0            | 1            | 346          | 184          | 17     | 16     | 0      | 1      | 592    | 266    |